# Говорителя на мъртвите
„Говорителя на мъртвите“ е научнофантастичен роман от 1986 г. на американския писател Орсън Скот Кард, косвено продължение на романа от 1985 г. „Играта на Ендър“. Действието в книгата се развива около 5270 г., около 3000 години след събитията в „Играта на Ендър“, но поради релативистичното космическо пътуване със скорост, близка до светлината, самият Ендър е само на около 35 години.
Това е първата книга, която описва Междузвездния конгрес, орган, който създава върховното законодателство за човешките космически колонии, и Стоте свята, планетите с човешки колонии, които са тясно преплетени от технологията ансибал, която позволява незабавна комуникация на всяко разстояние.
Подобно на „Играта на Ендър“, книгата печели наградата „Небюла“ през 1986 г. и наградата „Хюго“ през 1987 г. „Говорителя на мъртвите“ е публикуван в леко преработено издание през 1991 г. Следващите книги от поредицата за Ендър са „Ксеноцид“ и „Рожби на съзнанието“.

## Сюжет
Няколко години след унищожаването на извънземния вид на бъгерите (в „Играта на Ендър“), Ендър Уигин пише книга, наречена „Царицата на кошера“, описваща живота на бъгерите от гледната точка на спящата царица, която той носи тайно със себе си. Докато човечеството използва пътуване със скорост на светлината, за да създаде нови колонии, Ендър и сестра му Валънтайн остаряват бавно чрез релативистично пътуване. По-големият брат на Ендър, вече остарелият Хегемон на Земята, Питър Уигин, разпознава стила на Ендър в „Царицата на кошера“ и моли Ендър да пише за него, след като той умре. Ендър се съгласява и така става автор на „Хегемон“ . Тези две книги, написани под псевдонима „Говорителя на мъртвите“, поставят началото на ново духовно движение на Говорители на мъртвите, които имат правомощия да изследват и произнасят реч за даден човек и неговата работа след смъртта му. „Царицата на кошера“ също така променя общественото мнение относно войната с бъгерите, карайки човечеството да гледа на Ендър Уигин не като на герой-избавител на човечеството, а като отговорен за трагичен и жесток ксеноцид (от „ксено-“, в смисъл на извънземен, и „-цид“, отнасящо се до акта на убийство, т.е. акт на избиване на популации от извънземни; сравним с геноцид).
Три хиляди години след ксеноцида на бъгерите, хората са се разпространили в Стоте свята, управлявани от Междузвездния конгрес. Бразилска католическа човешка колония, наречена Милагре, е създадена на планетата Лузитания (1886 година след създаването на Междузвездния конгрес). Планетата е дом на съзнателен вид горски обитатели. Колонистите (които говорят основно португалски) ги наричат „Pequeninos“ (Малките), но често са наричани и „прасенца“ поради техните свински зурли. Обществото им е матриархално и сегрегирано по пол, а системата им от вярвания се съсредоточава около дърветата в горите. Малките се оказват от голям интерес за учените. Тъй като хората са унищожили единствения разумен вид, с който са се сблъскали (бъгерите), се полагат специални грижи, за да се гарантира, че няма да бъдат направени подобни грешки с прасенцата. Колонията е оградена и строго регулирана, за да ограничи контакта с Малките до шепа учени, на които е забранено да се споделя човешка технология или култура с тях.
Малко след основаването на колонията, много от колонистите умират от вируса десколада (на португалски за „ненавит“), който променя ДНК и причинява ужасни болки, необуздано раково развитие на гъбички и дори поява на допълнителни крайници, разпадане на здрава тъкан и смърт. Ксенобиолозите Жусто и Сида фон Хесе успяват да създадат лечение за вируса, преди самите те да загинат от него (1936 година след създаването на Междузвездния конгрес), оставяйки след себе си малката си дъщеря Новиня.

## Липса на филмова адаптация
По време на филмовата продукция на „Играта на Ендър“ (излязъл на 1 ноември 2013 г.) феновете започват да питат за филмови адаптации на „Говорителя на мъртвите“, следващата книга от поредицата на Кард. На Книжния фестивал на Лос Анджелис Таймс (20 април 2013 г.) самият Кард обяснява, че не иска „Говорителя на мъртвите “ да бъде филмиран заради потенциално многобройните сцени на насилие.

## Влияние
Кард пише във въведението си към изданието от 1991 г., че е получавал писма от читатели, че са правили „Говорения“ на погребения. На тези погребения избран оратор прави честно представяне на живота на починалия, предоставяйки възможност на семейството и приятелите да признаят, излекуват и скърбят. Тази практика се използва при сложни смъртни случаи, като причинени от свръхдоза наркотици или смърт на агресивен член на семейството.

### Награди
- Носител на награда „Небюла“, 1986[1]
- Носител на награда „Хюго“, 1987[1]
- Носител на награда „Локус“, 1987[1]
- Номинация за мемориалната награда на Джон У. Кембъл, 1987[1]
- Носител на награда „Курд Ласвиц“, 1989 г